# Chorispora persica
Chorispora persica är en korsblommig växtart som beskrevs av Pierre Edmond Boissier. Chorispora persica ingår i släktet hönsrättikor, och familjen korsblommiga växter. Inga underarter finns listade i Catalogue of Life.